# Perdita placens
Perdita placens är en biart som beskrevs av Timberlake 1968. Perdita placens ingår i släktet Perdita och familjen grävbin. Inga underarter finns listade i Catalogue of Life.